# Hogar digital
El hogar digital es una vivienda que a través de equipos y sistemas, y la integración tecnológica entre ellos, gracias a la domótica, ofrece a sus habitantes funciones y servicios que facilitan al mundo y el mantenimiento del hogar, aumentan la seguridad; incrementan el confort; mejoran las telecomunicaciones; ahorran energía, costes y tiempo, y ofrecen nuevas formas de entretenimiento, ocio y otros servicios dentro de la misma y su entorno sin afectar a las casas normales.
También se puede decir que es la inteligencia proporcionada a algún hogar para que los habitantes de esta puedan tener bienestar, confort, seguridad y ahorro de energía, haciendo uso de sensores, humedad, temperatura, cerraduras inteligentes, persianas, luz e incluso interruptores automáticos, permitiendo así el manejo de forma remota, a partir de cualquier dispositivo, ya sea una computadora, tablet o celular. Algunas características que suelen tener estos hogares son la automatización, el multifuncionamiento, la adaptabilidad, interactividad y la eficiencia, pero para aprovechar ña tecnología lo mejor posible, se deben deben de tomar en cuenta los siguientes aspectos:
Tipo de arquitectura.
Medio de transmisión.
Velocidad de transmisión.
Protocolos de comunicaciones.
Como se mencionó con anterioridad, el tipo de arquitectura resulta ser un factor determinante, ya que de ello se ve la verdadera funcionalidad de todo el sistema. Cuando una casa es adquirida por alguna empresa o compañía, hay mayor probabilidad de que no haya una buena compatibilidad entre los servicios. En el mundo de la arquitectura de las casas hay múltiples marcas como son:
UPNP (Universal Plug and Play), propuesta por Microsft y Apple
JINI, es la más usadas y reconocida.
Home API y Swap.
La convergencia de las comunicaciones, la informática y el entretenimiento gracias a las redes de banda ancha es una tendencia consolidada a nivel mundial. El Hogar Digital es la materialización de esta idea de convergencia de servicios de entretenimiento, de comunicaciones, de gestión digital de las viviendas y oficinas y de infraestructuras y equipamiento.
El Hogar Digital, incorpora un sentido más amplio que la domótica. No consiste simplemente en la instalación de dispositivos para controlar determinadas funciones en los edificios (viviendas, industrias, oficinas...) tales como alarmas, iluminación, climatización, control energético... sino que, al incorporar las tecnologías de la Información y las Telecomunicaciones, permite controlar y programar todos los sistemas tanto en el interior de la vivienda como desde cualquier lugar, en el exterior de la misma, a través de distintas redes como Internet, mediante una interfaz apropiada.
El término de Hogar Digital apareció en España recientemente, siendo acuñado por Telefónica, en su Libro Blanco del Hogar Digital y las Infraestructuras deTelecomunicaciones (mayo de 2003).
Dependiendo de quien lo utilice, el concepto varía:
- Los operadores de telecomunicaciones entienden el Hogar Digital como el hogar conectado (Hogar Digital Conectado).
- Los fabricantes de equipos lo ven más como la casa domotizada, es decir, la vivienda dotada de una serie de dispositivos que permiten la automatización de la misma el Hogar Digital con la vivienda sostenible (también se ha utilizado el término de “edificios verdes”).

## Diferencia entre casa domótica / hogar digital
Una vivienda domótica dispone de un gran número de equipos y sistemas, principalmente autónomos, a los que hay que sumar diferentes redes, como la telefonía, las redes de datos (cableadas e inalámbricas), la televisión, electrodomésticos, equipamiento de audio y video, calefacción, aire-condicionado, seguridad, riego, iluminación, etc.
Para convertirse en un hogar digital, a una casa domótica le faltaría la convergencia de las comunicaciones, la informática y el entretenimiento gracias a las redes de banda ancha es una tendencia consolidada a nivel mundial.
Es necesario resaltar que el Hogar Digital no consiste simplemente en la instalación de dispositivos para controlar determinadas funciones de las viviendas, tales como alarmas, iluminación, climatización, etc.

## Áreas
Los productos y sistemas relacionados con el 
1. REDIRECCIÓN hogar digital

```
pueden ser agrupados en las siguientes áreas:
```

Confort conlleva todas las actuaciones que se puedan llevar a cabo que mejoren el confort en una vivienda. Dichas actuaciones pueden ser de carácter tanto pasivo, como activo o mixtas. Ejemplos:
-Un acondicionamiento acústico dentro de una vivienda conlleva a una mejora del confort de sus ocupantes.
-Una red de dispositivos automatizados (domótica) que controlen diversas rutinas de la vivienda (Riego, iluminación, persianas, climatización, redes de ocio, telecontrol...)
-Una climatización eficiente fruto de la combinación de elementos pasivos (materiales) con elementos activos (sondas de temperatura, detección de ventanas abiertas...)
*Seguridad: consiste en una red de seguridad encargada de proteger tanto los Bienes Patrimoniales o alarmas técnicas gestionadas por la domótica(detección de inundación, gas, presencia, incendio, presión, vibración, rotura, apertura...), como la seguridad personal de sus ocupantes, avisando en el caso de incidencia (usuario o CRA) y con carácter disuasorio.
*Telecomunicaciones: son los sistemas o infraestructuras de comunicaciones que posee el hogar. Tanto si hablamos de las redes interiores (Wireless, LAN, Corrientes portadoras...) o de redes de acceso (RTBC, RDSI, ADSL...) o redes públicas (RTV, Radio...) el concepto de Hogar Digital está ligado a la conectividad de los hogares a la autopista de la información. Asimismo, en el apartado de Comunicaciones, se considera la monitorización y control de la conectividad a distancia, de las redes y aplicaciones del hogar digital, por medios tales como los teléfonos móviles para gestionar y observar el conexionado y el funcionamiento de las aplicaciones en las viviendas, oficinas y empresas.
*Ocio: hace referencia a todos los sistemas o infraestructuras que posee el hogar en materia de ocio. Como ejemplo están todo tipos de Consolas, Media Center, TDT, dispositivos de distribución de Audio y Video... En definitiva todo sistema de ocio integrable en una red digital.
*Ahorro Energético: el ahorro energético no es algo tangible, sino un concepto al que se puede llegar de muchas maneras. En muchos casos no es necesario sustituir los aparatos o sistemas del hogar por otros que consuman menos sino una Gestión Eficiente de los mismos. 
Para ello es necesario que las diferentes redes antes mencionadas estén integradas, domótica. Podemos gestionar la climatización del hogar, no regar si está lloviendo, cerrar persianas con la luz del sol directa, regular la intensidad de las luces a una rango en función de la luz natural, avisarnos si se produce un escape, apagar/encender ciertos aparatos...
*Conclusiones: el Hogar Digital, es un concepto del marketing que solo es entendido bajo una gran integración de las diferentes redes que lo componen, es decir, domótica. De nada nos sirve tener elementos de cada ámbito si no pueden interactuar entre ellos.
El mayor problema derivado de la necesidad de integración, son los diferentes protocolos de comunicación de cada producto y su control desde una única interfaz. Para ello existen ingenierías especializadas que cumplen la necesidad de integración de Hogar Digital o mejor definido, integración domótica, inmótica, etc.

## Asociaciones y Organismos

### Internacionales

#### CENELEC
La Comisión CENELEC/ENTR/e-Europe/2001-03 es la encargada de elaborar normas a nivel internacional y la organización que ha promocionado el Smart House Forum.

### Españolas
DOMOTYS - Cluster nacional de los hogares, edificios y ciudades inteligentes
Asociación empresarial que representa los intereses de las empresas, centros tecnológicos y universidades que conforman la cadena de valor del sector. Desde 2010 está reconocida como Agrupación de Empresas Innovadoras (AEI) por el Ministerio de Industria, así como Clúster de Empresas de Domótica, Inmótica y Smart Cities por la Generalidad de Cataluña. 

#### CEDOM
La Asociación de Domótica Española es la organización encargada de definir el servicio, los agentes involucrados y las tecnologías de la domótica.

#### AENOR
AENOR ha creado también una Subcomisión del Hogar Digital, dentro de la Comisión 133 (AEN/CTN 133 Telecomunicaciones) a fin de definir estándares.

### Organismos
- DOMOTYS - Cluster nacional de los hogares, edificios y ciudades inteligentes.
- CEDOM
- AENOR

### Estándares
- KNX
- X10
- CEBus.
- UPnP: Estándar que agrupa a 750 empresas.
- ZigBee.
- OSGi.
- Batibus.
- Lonworks.

## Legislación
La Orden ITC/1142/2010 de 29 de abril desarrolla el Reglamento regulador de la actividad de instalación y mantenimiento de equipos y sistemas de telecomunicación, aprobado por el Real Decreto 244/2010.
En el Reglamento se definen:
- Tipos de actividad en los que se subdivide el Registro de empresas instaladoras de telecomunicaciones,
- Medios técnicos exigibles en cada caso,
- Obligaciones de la empresa instaladora,
- Modelo de Boletín de Instalación.
Real Decreto 346/2011, de 11 de marzo, por el que se aprueba el Reglamento regulador de las infraestructuras comunes de telecomunicaciones para el
acceso a los servicios de telecomunicación en el interior de las edificaciones.
- Anexo V
Este anexo contiene reglas para facilitar la incorporación de las funcionalidades del “hogar digital” a las viviendas, apoyándose en las soluciones aplicadas en el presente reglamento y se define el “hogar digital” como el lugar donde, mediante la convergencia de infraestructuras, equipamientos y servicios, son atendidas las necesidades de sus habitantes en materia de confort, seguridad, ahorro energético e
integración medioambiental, comunicación y acceso a contenidos multimedia, teletrabajo, formación y ocio.